# 六氢番茄红素
六氢番茄红素是一种橙色色素，天然存在于西红柿和其他蔬菜。是类胡萝卜素在形成过程中的一个中间物质，具有很强的活性与抗氧化作用，是第二个类胡萝卜素生物合成的产物。
分析表明，番茄红素和六氢番茄红素在大部分的水果和蔬菜中都存在。这些类胡萝卜素的积累可能通过几种机制保护皮肤：作为紫外线吸收剂，抗氧化剂，作为抗炎剂。 